# Henry (Tennessee)
Henry – miasto w Stanach Zjednoczonych, w stanie Tennessee, w hrabstwie Henry.